# Siêu giác quan
Sense8 (chơi chữ của từ sensate /ˈsɛnseɪt/) là một bộ phim truyền hình mạng thể loại khoa học viễn tưởng drama của Hoa Kỳ, được sáng tạo bởi Lana và Lilly Wachowski cùng với J. Michael Straczynski cho trang Netflix. Các công ty sản xuất của Sense8 bao gồm Anarchos Productions của The Wachowskis (được thay thế bởi Lana và Venus Castina Productions ở mùa thứ hai), Studio JMS của Straczynski, và Georgeville Television, cùng Unpronounceable Productions.
Mùa đầu tiên giới thiệu một dàn diễn viên đa quốc tịch, gồm Aml Ameen, Bae Doona, Jamie Clayton, Tina Desai, Tuppence Middleton, Max Riemelt, Miguel Ángel Silvestre và Brian J. Smith, họ nhập vai vào tám con người xa lạ đến từ những nơi khác nhau trên thế giới bỗng nhiên trở nên "sensate"; những con người có khả năng liên kết giữa tâm trí và cảm xúc với nhau. Freema Agyeman, Terrence Mann, Anupam Kher, Naveen Andrews và Daryl Hannah cũng xuất hiện trong bộ phim. Trong mùa thứ hai, Toby Onwumere thay thế Ameen. Mục đích của bộ phim là khám phá ra những chủ đề mà chưa được chú tâm ở các bộ phim khoa học viễn tưởng khác, như là chính trị, Bản sắc, bản năng tình dục, giới tính và tôn giáo.
Ở mùa đầu tiên, Wachowskis và Straczynski viết kịch bản cho tất cả các tập của Sense8; ở mùa thứ hai, Lilly Wachowski rút khỏi đội sản xuất, và kịch bản chỉ được viết bởi một mình Lana Wachowski và Straczynski. Hầu như các tập phim của cả hai mùa đều được đạo diễn bởi Wachowskis (Chỉ mình Lana ở mùa hai), phần còn lại được chia ra cho những cộng tác viên như James McTeigue, Tom Tykwer và Dan Glass. Việc Lilly không tham gia vào việc sản xuất mùa hai của bộ phim đánh dấu lần đầu tiên hai chị em không tham gia sản xuất và chỉ đạo cùng nhau như một đội. Sense8 được quay tại nhiều địa điểm khác nhau trên thế giới.
Mùa đầu tiên gồm 12 tập, bắt đầu cho phép người dùng Streaming trên Netflix từ ngày 5 tháng 6 năm 2015 và nhận được nhiều phản hồi tihs cực. Bộ phim được chú ý do có sự xuất hiện của các nhân vật và chủ đề liên quan tới LGBTQ, thắng giải GLAAD Media Award cho hạng mục "Outstanding Drama Series". Bộ phim còn nhận được giải Location Managers Guild award nhờ việc biến các địa điểm quay thành một phần không thể thiếu của nó, và một đề cử giải Primetime Emmy Award cho hạng mục Outstanding Original Main Title Theme Music.
Netflix phát hành tập đầu tiên của mùa hai, một tập phim Giáng Sinh đặc biệt dài 2 tiếng vào ngày 23 tháng 12 năm 2016, 11 tập còn lại được phát hành vào ngày 5 tháng 5 năm 2017. Phần hai nhận được nhiều phản ứng tích cực và được đề cử giải Primetime Emmy Award nomination cho hạng mục Outstanding Cinematography for a Single-Camera Series (One Hour). Ngày 1 tháng 6 năm 2017, Netflix thông báo rằng họ đã hủy bỏ bộ phim dù đã bàn bạc với dàn diễn viên về mùa ba. Tuy nhiên vào ngày 29 tháng 6 năm 2017, nhờ có sự ủng hộ mạnh mẽ của người xem, có thông báo rằng tập cuối của bộ phim sẽ được phát hành vào năm 2018.

## Cốt truyện
Câu chuyện của Sense8 bắt đầu bằng sự kết nối tâm linh giữa tám con người lạ mặt, Capheus, Sun, Nomi, Kala, Riley, Wolfgang, Lito và Will, mỗi người lại đến từ một nền văn hóa khác nhau, đến từ một phần của thế giới, được "sinh ra" bởi một người phụ nữ tên là Angelica trước khi cô tự sát để tránh khỏi sự truy đuổi của một người đàn ông tên "Whisper". Và rồi 8 người nhận ra họ tạo thành một cụm "sensate"; những con người liên kết với nhau về mặt tâm lý lẫn cảm xúc, họ có khả năng cảm nhận và giao tiếp với nhau, cũng như chia sẻ kiến thức, ngôn ngữ và kỹ năng. Trong mùa đầu tiên, 8 người cố gắng sống một cuộc sống bình thường và tìm hiểu tại sao và vì sao họ lại liên kết với nhau. Rồi một sensate có liên hệ với Angelica tên là Jonas đến giúp đỡ họ, trong khi Tổ chức Bảo tồn Sinh học (Biologic Preservation Organization, hay BPO) và Whispers, một sensate cấp độ cao thuộc tổ chức cố truy đuổi họ.
Ở mùa hai, tám người đã làm quen với sự liên kết và giúp đỡ lẫn nhau trong những công việc hàng ngày. Họ cũng biết thêm về Homo sensorium (tên khoa học của sensate), lịch sử và mục đích của BPO, vai trò của Angelica trong tổ chức, sức mạnh của họ, và cách để tạm thời ngưng họ lại. 8 người cũng gặp được những sensate khác, nhưng không phải ai cũng thân thiện. Cũng lúc đó, Jonas vừa trợ giúp nhóm vừa chăm sóc cho bản thân sau khi bị bắt bởi Whisper, người bị lôi vào trò chơi mèo vờn chuột với Will và cả hai đều cố gắng để vượt lên người kia.

## Diễn viên

### Tám sensate
- Aml Ameen (mùa 1) / Toby Onwumere (mùa 2)[7] vai Capheus "Van Damn" Onyango,[8]
- Bae Doona vai Sun Park
- Jamie Clayton vai Nomi Marks
- Tina Desai vai Kala Dandekar
- Tuppence Middleton vai Riley Blue (née Gunnarsdóttir)
- Max Riemelt vai Wolfgang Bogdanow
- Miguel Ángel Silvestre vai Lito Rodriguez
- Brian J. Smith vai Will Gorski

### Diễn viên khác
- Freema Agyeman vai Amanita "Neets" Caplan
- Terrence Mann vai Milton Bailey "Whispers" Brandt
- Anupam Kher vai Sanyam Dandekar, Kala's loving father
- Naveen Andrews vai Jonas Maliki
- Daryl Hannah vai Angelica "Angel" Turing

## Các tập phim
| Mùa | Mùa | Tập                | Ngày phát hành       |
| --- | --- | ------------------ | -------------------- |
|     | 1   | 12                 | 5 tháng 6 năm 2016   |
|     | 2   | 1                  | 23 tháng 12 năm 2016 |
| 11  | 2   | 5 tháng 5 năm 2017 |                      |

### Mùa 1 (2015)
| Tập (tổng thể) | Tập | Tên                                                  | Đạo diễn       | Kịch bản                                | Phát hành          |
| 1              | 1   | "Limbic Resonance"                                   | The Wachowskis | The Wachowskis & J. Michael Straczynski | 5 tháng 6 năm 2015 |
| 2              | 2   | "I Am Also a We"                                     | The Wachowskis | The Wachowskis & J. Michael Straczynski | 5 tháng 6 năm 2015 |
| 3              | 3   | "Smart Money Is on the Skinny Bitch"                 | The Wachowskis | The Wachowskis & J. Michael Straczynski | 5 tháng 6 năm 2015 |
| 4              | 4   | "What's Going On?"                                   | Tom Tykwer     | The Wachowskis & J. Michael Straczynski | 5 tháng 6 năm 2015 |
| 5              | 5   | "Art Is Like Religion"                               | James McTeigue | The Wachowskis & J. Michael Straczynski | 5 tháng 6 năm 2015 |
| 6              | 6   | "Demons"                                             | The Wachowskis | The Wachowskis & J. Michael Straczynski | 5 tháng 6 năm 2015 |
| 7              | 7   | "W. W. N. Double D?"                                 | James McTeigue | The Wachowskis & J. Michael Straczynski | 5 tháng 6 năm 2015 |
| 8              | 8   | "We Will All Be Judged by the Courage of Our Hearts" | Dan Glass      | The Wachowskis & J. Michael Straczynski | 5 tháng 6 năm 2015 |
| 9              | 9   | "Death Doesn't Let You Say Goodbye"                  | The Wachowskis | The Wachowskis & J. Michael Straczynski | 5 tháng 6 năm 2015 |
| 10             | 10  | "What Is Human?"                                     | The Wachowskis | The Wachowskis & J. Michael Straczynski | 5 tháng 6 năm 2015 |
| 11             | 11  | "Just Turn the Wheel and the Future Changes"         | Tom Tykwer     | The Wachowskis & J. Michael Straczynski | 5 tháng 6 năm 2015 |
| 12             | 12  | "I Can't Leave Her"                                  | The Wachowskis | The Wachowskis & J. Michael Straczynski | 5 tháng 6 năm 2015 |

### Mùa 2 (2016–17)
| Tập (tổng thể) | Tập | Tên                                                             | Đạo diễn       | Kịch bản                                                  | Phát hành            |
| 13             | 1   | "Happy F*cking New Year" "A Christmas Special"                  | Lana Wachowski | Lana Wachowski & J. Michael Straczynski                   | 23 tháng 12 năm 2016 |
| 14             | 2   | "Who Am I?"                                                     | Lana Wachowski | Lana Wachowski & J. Michael Straczynski                   | 5 tháng 5 năm 2017   |
| 15             | 3   | "Obligate Mutualisms"                                           | Lana Wachowski | Lana Wachowski & J. Michael Straczynski                   | 5 tháng 5 năm 2017   |
| 16             | 4   | "Polyphony"                                                     | James McTeigue | Lana Wachowski & J. Michael Straczynski                   | 5 tháng 5 năm 2017   |
| 17             | 5   | "Fear Never Fixed Anything"                                     | James McTeigue | Lana Wachowski & J. Michael Straczynski                   | 5 tháng 5 năm 2017   |
| 18             | 6   | "Isolated Above, Connected Below"                               | Lana Wachowski | Lana Wachowski & J. Michael Straczynski                   | 5 tháng 5 năm 2017   |
| 19             | 7   | "I Have No Room In My Heart For Hate"                           | James McTeigue | Lana Wachowski & J. Michael Straczynski                   | 5 tháng 5 năm 2017   |
| 20             | 8   | "All I Want Right Now Is One More Bullet"                       | Dan Glass      | Lana Wachowski & J. Michael Straczynski                   | 5 tháng 5 năm 2017   |
| 21             | 9   | "What Family Actually Means"                                    | Lana Wachowski | Lana Wachowski & J. Michael Straczynski                   | 5 tháng 5 năm 2017   |
| 22             | 10  | "If All the World's a Stage, Identity Is Nothing But a Costume" | Tom Tykwer     | Lana Wachowski & J. Michael Straczynski                   | 5 tháng 5 năm 2017   |
| 23             | 11  | "You Want a War?"                                               | Lana Wachowski | Lana Wachowski & J. Michael Straczynski                   | 5 tháng 5 năm 2017   |
| 24             | 12  | "Amor Vincit Omnia"                                             | Lana Wachowski | Aleksandar Hemon, David Mitchell & J. Michael Straczynski | 5 tháng 5 năm 2017   |